# Meandry Dyje
Meandry Dyje este o arie protejată (arie specială de conservare — SAC, sit de importanță comunitară — SCI) din Republica Cehă întinsă pe o suprafață de 232,18 ha, integral pe uscat.

## Localizare
Centrul sitului Meandry Dyje este situat la coordonatele 48°48′32″N 16°10′48″E / 48.808889°N 16.18°E.

## Înființare
Situl Meandry Dyje a fost declarat sit de importanță comunitară în decembrie 2007 pentru a proteja 1 specie de animale. Situl a fost protejat și ca arie specială de conservare în mai 2015.

## Biodiversitate
Situată în ecoregiunea panonică, aria protejată conține 2 habitate naturale: Liziere de ierburi înalte hidrofile de câmpie și de nivel montan până la alpin, Cursuri de apă de la nivel de câmpie la nivel montan, cu vegetație Ranunculion fluitantis și Callitricho-Batrachion.
La baza desemnării sitului se află o specie protejată de  nevertebrate: Ophiogomphus cecilia.